# Xungen-litteratur
Xungen-litteratur (av kinesiska 寻根文学, pinyin xúngēn wénxué, ’söka efter rötterna-litteratur’) är en litterär riktning i Kina som uppstod på 1980-talet. 
Företrädarna anser att den nya litteraturen i första hand bör hämta sina förebilder från de inhemska och folkliga traditioner som förtrycktes under Kulturrevolutionen. Xungen wenxue-författarna vänder sig mot västerniseringen av det kinesiska skriftspråket och strävar efter att skapa litteratur som är i harmoni med det kinesiska språkets egenskaper och befriad från ideologi. 
Bland företrädarna finns bland andra Han Shaogong, A Cheng, Li Rui, Mo Yan, Jia Pingwa och Wang Anyi. Vissa anser även att Gao Xingjians roman Andarnas berg och novellsamling När jag köpte ett spinnspö åt farfar tillhör genren då de belyser Kinas natur och minoritetsfolkens kulturer.